# 캠프 데이비드
캠프 데이비드(Camp David)는 워싱턴 D.C.에서 113 km 떨어진 미국 프레더릭군 (메릴랜드주) 캐톡틴 산의 수목 지대에 있는 미국의 대통령과 가족들을 위한 전용 별장이다. 공식적으로는 미국 해군과 미국 해병대에서 관리하는 써몬트 해군 지원시설(Naval Support Facility Thurmont)이다.
캠프 데이비드는 대통령을 위한 사무실, 대통령의 가족, 측근, 내빈들을 위한 거주 구역이 갖추어져 있으며, 수영, 골프 등의 스포츠 시설도 있다. 백악관의 군사 사무실에 의하여 관리되며, 미국 해군에 의하여 경영되고 있다. 미국 해병대의 무장 호위병들이 지역을 순찰하며 권한이 없는 사람들은 못 들어오게 한다.
1942년 프랭클린 D. 루스벨트 대통령이 워싱턴의 여름 더위를 피하기 위한 별장으로 설립하였는데, 그는 여름에 높은 곳이 서늘하게 만드는 이유로 그 대지를 선택하였다.
루스벨트는 영국의 작가 제임스 힐튼이 쓴 유명한 소설 〈잃어버린 수평선〉에 나온 완벽한 산왕국의 이름을 따 "샹그리라"(Shangri-La)라고 이름을 지었다. 1945년 해리 트루먼 대통령이 샹그리-라를 대통령 전용 별장으로 만들었으며, 1953년 드와이트 D. 아이젠하워 대통령이 그의 손자 데이비드 아이젠하워의 이름을 따 "캠프 데이비드"라고 불렀다. 아이젠하워 대통령은 거기에 골프 잔디를 추가하기도 하였다.
미국 대통령들은 별장에서 정규적 업무를 지휘하고, 중요한 회담들을 개최하기도 하였다. 1959년 별장에서 아이젠하워 대통령이 소련의 니키타 흐루쇼프 총리와 회담을 가졌다.
1978년 지미 카터 대통령은 이집트의 안와르 사다트 대통령과 이스라엘의 메나헴 베긴 총리 간의 평화 회담을 위하여 캠프 데이비드를 이용하였다.
2020년 G7 회의 장소로 쓰일 예정이였으나 코로나19의 범유행으로 인해 온라인 회의로 전환되었다.

## 같이 보기
- 캠프 데이비드 협정